# Ilha Formosa
Ilha Formosa är en ö i Guinea-Bissau. Den ligger i den sydvästra delen av landet, 60 km sydväst om huvudstaden Bissau. Arean är 147 kvadratkilometer.
Terrängen på Ilha Formosa är mycket platt. Öns högsta punkt är 42 meter över havet. Den sträcker sig 13,1 kilometer i nord-sydlig riktning, och 20,1 kilometer i öst-västlig riktning.  I omgivningarna runt Ilha Formosa växer i huvudsak städsegrön lövskog.